# Los Médicos (Cartagena)
Los Médicos es una diputación del municipio de Cartagena de la comunidad autónoma de  Murcia en España. Se encuentra al noreste del centro de la ciudad, está considerada como diputación del Área Periurbana y limita al este con La Palma (Cartagena), al oeste y al sur con Santa Ana y al norte con Pozo Estrecho.

## Geografía
La diputación de Los Médicos se encuentra al norte de la capital municipal a unos nueve kilómetros de distancia, así que aún estando geográficamente en medio del campo de Cartagena esta diputación tiene una gran interconexión por vía autovía, encontrándose solo a 10 minutos en automóvil de Cartagena y a 25 de La Manga. Limita al norte con Pozo Estrecho, al suroeste con Santa Ana y al este con La Palma (Cartagena), cuya separación está marcada por la vía del ferrocarril Madrid-Cartagena. En la actualidad la Autopista del Mediterráneo la atraviesa por la zona suroeste y su llana topografía la sitúa a unos 45 metros sobre el nivel del mar.

## Historia
Zona de carácter rural, existen registros de población que datan los primeros asentamientos en la zona en el siglo XVII como mínimo. La existencia de una ermita bajo la advocación de dos mártires griegos, hermanos Cosme y Damián, que fueron decapitados por orden de Diocleciano en el año 287, puede ser debida a su patronazgo sobre la profesión médica, pues los dos fueron médicos en Arabia, ya que desde siempre los cristianos sintieron una honda y sentida devoción erigiendo templos en su honor donde se acudía a ellos en las enfermedades. 
No es extraño pues que en esta zona donde siempre se han hecho sentir las epidemias se recurriera también a su intercesión.
En los estados facilitados por Vargas Ponce en su colección documental, en relación con las diputaciones de la jurisdicción de Cartagena, dice que en el año 1796 hay en la de los Médicos 59 vecinos. Hacia 1930 la población ya era de 500 habitantes, aunque desde entonces ha ido cayendo por culpa del éxodo rural y los avances en las técnicas agrarias. Hoy día sigue la tendencia a la despoblación de esta zona con los actuales 136 residentes según el censo del año 2021.

## Ermita
Lo más destacable de esta diputación es la existencia de su ermita denominada 'Ermita de los Santos Médicos'. Esta ermita data del Siglo XVIII, en concreto del año 1766 en el cual se iniciaron las obras que fueron terminadas en el 1866 y se encuentra bajo la advocación de los Santos San Cosme y San Damián, patrones de la profesión médica.
| Altura=    13 metros

## Festividades
Desde 1993 los vecinos de Los Médicos llevan a cabo una romería con sus santos patronos, Cosme y Damián, su objetivo es no perder la tradición de culto de la ermita que posee el lugar.
Durante el último fin de semana de septiembre los vecinos del lugar disfrutan de algunos juegos tradicionales como las carreras de cintas con caballo o campeonatos de parchís. 
También se desplazan al lugar diferentes carpas que venden bebidas y comidas, incluso se cocina una paella tras una misa que puede ser disfrutada por los vecinos y visitantes por un módico precio.
La romería tiene sus dos partes. El sábado los vecinos trasladan a los santos Cosme y Damián a la vecina iglesia de Santa Florentina, en La Palma. Tras las celebraciones religiosas el domingo regresan con las imágenes de los patronos y hacen una parada en el monasterio cisterciense de La Palma (Cartagena), muy cerca de Los Médicos, donde las hermanas reciben a los romeros y comparten con ellos la natural fiesta romera cristiana durante unas horas, al término de las cuales los patronos regresan de nuevo a su ermita en Los Médicos.

## Demografía
El centro regional de estadística de Murcia en el año 2021 asigna a la diputación 136 habitantes, de los cuales 29 son extranjeros: 26 de África y 3 de Europa y que están repartidos en los siguientes núcleos de población: La Vereda (59); Los Médicos (70); Los Vidales (7).

Los Médicos, al igual que muchas otras zonas de España tiende a la gradual despoblación, esta zona ha sufrido las consecuencias del éxodo de población residente en el campo y que se desplaza a las grandes ciudades y núcleos poblacionales en busca de mejores oportunidades laborales y de prestación de servicios, de este modo desde el pico poblacional ocurrido en 1930 con 500 habitantes la población ha ido menguando considerablemente hasta alcanzar la actual cifra de 136 residentes. 
Aún que, pese a la despoblación continuada, cabe destacar que en los últimos años se ha mantenido estable gracias, mayoritariamente, a la llegada de inmigrantes africanos que acuden a las zonas rurales sur-españolas para trabajar en labores agrícolas y agropecuarias y que deciden vivir cerca de sus zonas de trabajo. 

## Casonas en Los Médicos
En la diputación de Los Médicos y cerca de sus fronteras con las pedanías cartageneras de La Palma (Cartagena) y Pozo Estrecho hay múltiples casonas que datan de principios del siglo XX e inclusive, las más antiguas, del siglo XIX. Estas grandes construcciones usualmente de estilo modernista se situaban por todo el Campo de Cartagena y solían estar habitadas por la alta burguesía de la época o bien por empresarios europeos procedentes de los países vecinos que contaban con negocios en las minas cercanas de la cantera de Cartagena por lo que algunos de estos empresarios poseían una segunda vivienda en el campo para su estancia en verano en España.
Estas casonas, entre las cuales destacan por su grandeza, antigüedad y arquitectura modernista de la época: Lo Triviño, Villa Carmen, Villa Antonia, etc, siguen hoy en día en pie aunque algunas se encuentran en un muy deteriorado estado tras el paso de más de cien años en algunos casos. La mayoría de estas villas no han tenido un uso real desde hace varias décadas y están abocadas a su lenta destrucción, aún estando protegidas legalmente bajo administraciones encargadas de protegerlas cómo podría ser la declaración de la estructura de Bien de Interés Cultural.
Los responsables de su mal estado son los propietarios de las fincas en las que están ubicadas las casonas, de este modo, en Los Médicos al menos 3 de las 4 casonas más importantes están bajo propiedad de reconocidos terratenientes locales que lastimosamente muestran toda su atención a la explotación de los cítricos desentendiéndose totalmente del cuidado y mantenimiento de las casas.